# Hey Monday
Hey Monday foi uma banda de pop punk de West Palm Beach, Flórida, Estados Unidos. A banda consiste em Cassadee Pope (vocalista), Mike Gentile (guitarra), Alex Lipshaw (guitarra base) e Patrick McKenzie (baterista). Atualmente a banda está sem baixista devido a saída de Jersey Moriarty e quem o substitui nos shows é o irmão do guitarrista Mike Gentile, Chris Gentile. Até o momento não houve anúncio de nenhum dos integrantes se Chris Gentile faz ou não parte da formação oficial. No fim de 2011, a banda anunciou oficialmente que havia entrado em hiatus.

## História
Após terminar o colégio , Cassadee Pope formou a banda Blake com Mike Gentile. A banda estava prestes a começar com um contrato, mas a banda se desfez antes que isso fosse possível. Mike e Cassadee ainda queriam ficar na indústria da música, então se uniram com Elliot James, Alex Lipshaw e Moriarty Jersey formando a banda Hey Monday. Alex Wilhelm, do Website de A&R CrazedHits.com, então, descobriu a banda, enquanto eles estavam em vias de assinarem um acordo com a Columbia Records. O seu álbum de estréia Hold on Tight foi lançado mundialmente em 7 de outubro de 2008 através da Decaydance e da Columbia Records. O primeiro single do álbum, "Homecoming", foi apresentado na mix-tape do CitizensFOB, Welcome to the New Administration. A vocalista Cassadee também foi destaque na canção "Take My Hand" da banda The Cab em mix-tape. Cassadee fez uma aparição no vídeo America's Suitehearts da banda Fall Out Boy. Ela teve uma aparição como ela mesma no filme de televisão Degrassi: The Next Generation, e Degrassi Goes Hollywood, juntamente com Pete Wentz. A canção "Should've Tried Harder" aparece no jogo de videogame Major League Baseball 2K9. Uma parte de sua canção, "Homecoming", é exibida durante um comercial do Girls Next Door na E!.
Em 9 de outubro de 2009, foi anuncido pelo Twitter de Cassadee Pope e através do jornal da banda em friendsorenemies.com que Elliot James decidiu deixar a banda, e todos lhe desejaram a melhor sorte. Eles também acrescentaram que o seu bom amigo Patrick McKenzie iria tocar bateria para eles no Glamour Kills Tour. Patrick entrou para a formação oficial da banda no fim de 2010.
Hey Monday apareceu no quarto episódio da série Hellcats, cantando o novo single "I Don't Wanna Dance", como eles mesmos.
No dia 9 de Março de 2011, o videoclipe da música "Candles" foi lançado. O seriado Glee então cantou esta canção em um episódio das regionais.
No dia 9 de Dezembro, foi lançado o EP de Natal chamado The Christmas EP.
Em 16 de dezembro, a vocalista Cassadee Pope e o guitarrista Mike Gentile anunciaram que a banda entrou em hiatus. Pope anunciou que ela iria iniciar uma turnê solo acústica pelos Estados Unidos no começo de 2012.

## Discografia

### Álbuns de estúdio
- Hold on Tight (2008)

### EP
- Beneath It All (2010)
- Candles - EP (2011)
- The Christmas EP (2011)